# Fell in Love
Fell in Love is een nummer van Alain Clark, afkomstig van zijn platina album Live It Out. Het nummer verschijnt als vierde single, na de nummers This Ain't Gonna Work, Father and Friend en Blow Me Away, die alle drie de top 10 van de Nederlandse Top 40 behaalden. Net als zijn drie voorgangers is het nummer door Radio 538 verkozen tot Alarmschijf.
In het nummer werkt Steve Gadd mee als drummer. Clark vertelde hierover dat ze in eerste instantie niet tevreden waren over de drumpartij in het nummer. Pas na een paar keer spelen vond Gadd de perfecte mix die gebruikt is in het nummer.
Fell In Love is een ballade over de liefde. Clark zingt hoe hij steeds weer verliefd wordt op een ander meisje, waardoor hij nooit een lange relatie heeft. In werkelijkheid is de zanger al vier jaar samen met zijn vriendin Reva.

## Hitnotering
| Fell In Love in de Nederlandse Top 40 - binnen 18 oktober 2008 | Fell In Love in de Nederlandse Top 40 - binnen 18 oktober 2008 | Fell In Love in de Nederlandse Top 40 - binnen 18 oktober 2008 | Fell In Love in de Nederlandse Top 40 - binnen 18 oktober 2008 | Fell In Love in de Nederlandse Top 40 - binnen 18 oktober 2008 | Fell In Love in de Nederlandse Top 40 - binnen 18 oktober 2008 | Fell In Love in de Nederlandse Top 40 - binnen 18 oktober 2008 | Fell In Love in de Nederlandse Top 40 - binnen 18 oktober 2008 | Fell In Love in de Nederlandse Top 40 - binnen 18 oktober 2008 |
| Week                                                           | 1                                                              | 2                                                              | 3                                                              | 4                                                              | 5                                                              | 6                                                              | 7                                                              |                                                                |
| -------------------------------------------------------------- | -------------------------------------------------------------- | -------------------------------------------------------------- | -------------------------------------------------------------- | -------------------------------------------------------------- | -------------------------------------------------------------- | -------------------------------------------------------------- | -------------------------------------------------------------- | -------------------------------------------------------------- |
| Nummer                                                         | 34                                                             | 26                                                             | 23                                                             | 28                                                             | 20                                                             | 19                                                             | 32                                                             | uit                                                            |

## Tracklist
1. Fell In Love
2. Father & Friend Alternate Lyrics Demo
3. Fell In Love Live